# Kanton Sint-Omaars-Noord
Kanton Sint-Omaars-Noord (Frans: Saint-Omer-Nord) is een voormalig kanton van het Franse departement Pas-de-Calais. Het kanton maakt deel uit van het arrondissement Sint-Omaars. In 2015 is het kanton opgeheven en is opgegaan in het nieuwe kanton Sint-Omaars

## Gemeenten
Het kanton Sint-Omaars-Noord omvatte de volgende gemeenten:
- Houlle (Holne)
- Klaarmares (Clairmarais)
- Moringhem (Moringem)
- Moulle (Monnie)
- Saint-Martin-au-Laërt (Sint-Maartens-Aard)
- Salperwick (Salperwijk)
- Serques (Zegerke)
- Sint-Omaars (deels, hoofdplaats)
- Tilques (Tilleke)